# Giovanni Merlino
Giovanni Merlino (Torre del Greco, 20 novembre 1952) è un arbitro di calcio italiano.

## Carriera
Inizia l'attività di arbitro nel 1973 nei campionati dilettanti campani, nel 1975 si laurea in Legge, nel 1981 viene promosso nella Commissione Arbitri Interregionale e inizia a dirigere nel campionato Interregionale campano e abruzzese. Nel 1985 passa alla C.A.N. di Serie C1 e C2, in cui dirige per cinque stagioni, l'esordio in Serie B arriva a Pescara il 27 agosto 1989 con la direzione di Pescara-Barletta (2-1), in serie B in tutto dirige 47 incontri in cinque stagioni. Nella massima serie l'esordio avviene a Cremona il 29 aprile 1990 dirigendo l'incontro Cremonese-Sampdoria (0-3), ultima giornata del campionato, terminato in anticipo per gli imminenti Mondiali italiani, in Serie A dirige per quattro stagioni con 13 direzioni, l'ultima di queste a Torino il 14 marzo 1993 ed era l'incontro Torino-Atalanta (1-1). Ha diretto anche 4 incontri di Coppa Italia.

## Biografia
Smesso di arbitrare nel 1993, Giovanni Merlino ha continuato la sua attività di avvocato nello studio legale, ereditato dal padre Gennaro, studio ubicato nella loro Torre del Greco.